# Онајда (Кентаки)
Онајда (енгл. Oneida) насељено је место без административног статуса у америчкој савезној држави Кентаки.

## Демографија
По попису из 2010. године број становника је 410.
| Група             | 2000.    | 2010.       |
| Белци             | 0 (0,0%) | 341 (83,2%) |
| Афроамериканци    | 0 (0,0%) | 52 (12,7%)  |
| Азијати           | 0 (0,0%) | 3 (0,7%)    |
| Хиспаноамериканци | 0 (0,0%) | 9 (2,2%)    |
| Укупно            | 0        | 410         |